# Polona Dornik
Polona Dornik (nacida el 20 de noviembre de 1962 en Trbovlje, Yugoslavia) es una exjugadora de baloncesto eslovena. Consiguió 3 medallas en competiciones oficiales con Yugoslavia.